# یاسک استرایچ
یاسک استرایچ (انگلیسی: Jacek Streich؛ زادهٔ ۱۲ اکتبر ۱۹۶۷) قایقران روئینگ اهل لهستان است.